# St. Ignatius (Montana)
St. Ignatius es un pueblo ubicado en el condado de Lake en el estado estadounidense de Montana. En el Censo de 2010 tenía una población de 842 habitantes y una densidad poblacional de 576,41 personas por km².

## Geografía
St. Ignatius se encuentra ubicado en las coordenadas 47°19′6″N 114°5′43″O / 47.31833, -114.09528. Según la Oficina del Censo de los Estados Unidos, St. Ignatius tiene una superficie total de 1.46 km², de la cual 1.46 km² corresponden a tierra firme y (0.18%) 0 km² es agua.

## Demografía
Según el censo de 2010, había 842 personas residiendo en St. Ignatius. La densidad de población era de 576,41 hab./km². De los 842 habitantes, St. Ignatius estaba compuesto por el 48.34% blancos, el 0.24% eran afroamericanos, el 42.4% eran amerindios, el 0% eran asiáticos, el 0.12% eran isleños del Pacífico, el 0.24% eran de otras razas y el 8.67% pertenecían a dos o más razas. Del total de la población el 4.16% eran hispanos o latinos de cualquier raza.